# Phaethontiformes
Los fetontiformes (Phaethontiformes) son un orden de aves neognatas en el que hay una sola familia actual, la de los fetóntidos (Phaethontidae), y un único género actual,  Phaethon, compuesto por tres especies conocidas vulgarmente como faetones, rabijuncos o aves del trópico.
Son aves tropicales marinas de mediano tamaño que no superan el metro de talla.
Antes se clasificaban en el orden pelecaniformes, pero tras un Congreso Ornitológico Internacional, a raíz de la convención de 2010 de la American Ornithologists' Union, se ha llegado al consenso de que deben clasificarse en un orden propio.
Además, se conocen fósiles desde el Paleoceno en la extinta familia Prophaethontidae.